# 岸香織
岸 香織（きし かおり、1939年〈昭和14年〉4月6日 - 2012年〈平成24年〉6月5日）は、宝塚歌劇団卒業生、宝塚歌劇団公演編成会議議員。本名は岸本理恵子（きしもと りえこ）。
公称身長156cm。愛称は「キッシャン」（姓に由来）。後輩の大方からはキシモトさんと呼ばれていた。

## 略歴
大阪府大阪市出身、大谷高等学校出身。
1957年、宝塚音楽学校入学。1959年、45期生として、宝塚歌劇団入団。宝塚入団時の成績は57人中26位。雪組公演『花田植え／ラブリーロマンス』で初舞台。のちに雪組に配属される。同期生には、高城珠里（元星組男役）、八汐路まり（元月組主演娘役）、藍葉子（野坂昭如と結婚、娘は花景美妃・愛耀子）など。
1979年、雪組副組長に就任。1981年、専科に異動。バイプレーヤーとして活躍する。本来は娘役であったが、後年は小柄ながら男役もこなす。
1968年から退団まで、『歌劇』誌に「聞いて頂戴こんな話」を28年間にわたって連載する。
1999年5月10日、『夜明けの序曲』のTAKARAZUKA1000days劇場公演千秋楽をもって定年により宝塚歌劇団を退団。
退団後は公演編成会議議員を務めるとともに、執筆活動も行った。
2012年6月5日に死去（公式の発表は同年8月25日）。73歳没。

## 宝塚時代の主な舞台

### 雪組時代
- 1962年1月、『火の鳥』／『絢爛たる休日』新人公演：マーティン社長（本役：久方春代）
- 1963年8月、『白い天使たちの歌』／『不死鳥のつばさ燃ゆとも』新人公演：志乃（本役：大路三千緒）（東宝）
- 1964年7月、『宝寿』三郎冠者／『クレオパトラ』（東宝）
- 1964年12月、『海に生きる』作次の仲間／『ブロードウェイ・テンペスト』ネープルズ
- 1965年7月、『奥の細道』／『グッドバイ海賊』テイン
- 1965年9月、『伊豆の頼朝』／『ゴールデン・シャドウ』新人公演：フランク（本役：大路三千緒）
- 1966年4月、『瞳に咲く花』婆や／『羽衣物語』（宝塚新芸劇場）
- 1966年4月、『春風とバイオリン』村長の娘／『南蛮屏風』[3]
- 1967年4月、『おてもやん』銀次／『世界はひとつ』
- 1967年9月、『花のオランダ坂』役人1／『シャンゴ』
- 1968年8月、『トリスタンとイゾルデ』リダン／『愛と夢とパーティ』[4]
- 1968年12月、『一寸法師』新人公演：帝（本役：大路三千緒）／『タカラヅカ 68』
- 1969年2月、『祭』／『ハムレット』墓掘り、新人公演：宰相ポローニアス（本役：大路三千緒）
- 1969年5月、『回転木馬』バスコム
- 1970年5月、『春ふたたび』村長・佐衛門、新人公演：やす（本役：大路三千緒）／『フォリー・タカラジェンヌ』
- 1971年1月、『紅梅白梅』仁田四郎／『シンガーズ・シンガー』
- 1971年4月、『ペーター一世の青春』ウイドウ・ブラウン／『ジョイ!』
- 1971年8月、『ペーター一世の青春』[5]ウイドウ・ブラウン／『ノバ・ボサ・ノバ』[6]（東宝）
- 1971年9月、『江戸ッ子三銃士』蘭々／『サンライズ・アゲイン』
- 1972年3月、『かぐら』音頭取り／『ザ・フラワー』
- 1972年6月、『星のふる街』オヤジ／『ジューン・ブライド』
- 1972年10月、『落ち葉のしらべ』おとよ／『ノバ・ボサ・ノバ』
- 1973年4月、『花吹雪』庄屋粂八[7]、酒井主膳[8]／『愛のラブソディ』（東宝）
- 1973年12月、『たけくらべ』三五郎／『ラブ・ラバー』キッシャーナ
- 1974年5月、『若獅子よ立髪を振れ』沼間慎太郎／『インスピレーション』
- 1974年10月、『竹』長老／『ロマン・ロマンチック』
- 1974年11月、『紅椿雪に咲く -義士外伝・毛利小平太-』堀部弥兵衛／『ファンキー・ジャンプ』
- 1975年2月、『フィレンツェに燃える』執事カルロ／『ザ・スター』[9]
- 1975年8月、『ベルサイユのばら -アンドレとオスカル編-』ランバール夫人
- 1976年1月、『白鷺の詩』／『ムッシュ・パピヨン』トリケ
- 1976年6月、『星影の人』山崎丞／『Non, Non, Non』
- 1977年2月、『鶯歌春』李栄遜／『マンハッタン・ラブ』
- 1977年7月、『あかねさす紫の花』鏡王／『ザ・レビュー』
- 1978年1月、『風と共に去りぬ』エルシング夫人
- 1978年6月、『丘の上のジョニー』ルイザ／『センセーション!』
- 1978年9月、『宝塚ファンタジー・ベルサイユのばら』（全国ツアー）フローレル
- 1979年1月、『春風の招待』マドレーヌ／『ハロー!ホリデー』
- 1979年5月、『春風の招待』マドレーヌ／『ファンキー・ジャンプ』（全国ツアー）
- 1979年8月、『朝霧に消えた人』安藤内膳 ／『オールマン・リバー』
- 1980年2月、『去りゆきし君がため』アントニオ
- 1980年10月、『花の舞拍子』／『青き薔薇の軍神』バルカロール
- 1981年5月、『彷徨のレクイエム』ストルイピン、イザベル
- 1981年11月、『かもめ翔ぶ海』島田悠蔵／『サン・オリエント・サン』

### 専科時代
- 1982年8月、『夜明けの序曲』（花組）三上繁
- 1983年11月、『翔んでアラビアン・ナイト』（月組）ペロメー
- 1984年6月、『我が愛は山の彼方に』（星組）永順
- 1984年8月、『名探偵はひとりぼっち』（花組）テリプル・ルチアーノ
- 1985年6月、『愛のカレードスコープ』（雪組）ソニヤ
- 1986年1月、『微風のマドリガル』（花組）モレーノ・コスタ
- 1987年6月、『別離の肖像』（星組）ドン・カルロ
- 1989年9月、『ベルサイユのばら -フェルゼンとマリー・アントワネット編-』（星組）モンゼット侯爵／モンゼット侯爵夫人
- 1990年8月、『花のもとにて春』（雪組：バウ）藤原秀衡
- 1991年2月、『小さな花がひらいた』（花組：バウ・東京特別・全国ツアー）伊吉
- 1991年8月、『華麗なるギャツビー』（雪組）ヘンリー・ギャッツ
- 1992年5月、『恋人たちの神話』（雪組：バウ）門松教授
- 1992年9月、『グランサッソの百合』（星組：東京特別・名古屋特別）ジョバンニ
- 1993年3月、『忠臣蔵〜花に散り雪に散り〜』（雪組：東宝）小野寺十内
- 1994年2月、『若き日の唄は忘れじ』（星組）石栗弥左衛門
- 1994年8月、『カサノヴァ・夢のかたみ』（星組）デュルフェ侯爵夫人／尼僧
- 1997年2月、『失われた楽園 -ハリウッド・バビロン』（花組）サミュエル・ヘリンジャー
- 1997年8月、『ザッツ・レビュー』（花組）瀬川牡丹
- 1997年10月、『白い朝』（花組：バウ・東京特別）与平／さぬき屋伊平
- 1999年1月、『夜明けの序曲』（花組）三上繁 ＊退団公演

## 著書
- 『虹色の記憶 タカラヅカわたしの歩んだ40年』（中央公論新社 2000年）
- 『妖精たちの舞台ウラ』（毎日新聞社 2002年）